# Чан Ын Чон
Чан Ын Чон (кор. 장은정; род. 18 августа 1970) — южнокорейская хоккеистка на траве, полевой игрок. Двукратный серебряный призёр летних Олимпийских игр 1988 и 1996 годов, участница летних Олимпийских игр 1992 года, двукратная чемпионка летних Азиатских игр 1990 и 1994 годов.

## Биография
Чан Ын Чон родилась 18 августа 1970 года.
Училась в средних школах Чуньян и Кванджу.
Играла в хоккей на траве за «Корея Телеком».
В составе женской сборной Южной Кореи дважды выигрывала золотые медали хоккейных турниров летних Азиатских игр — в 1990 году в Пекине и в 1994 году в Хиросиме.
В 1988 году вошла в состав женской сборной Южной Кореи на летних Олимпийских играх в Сеуле и завоевала серебряную медаль. Играла в поле, провела 5 матчей, мячей не забивала.
В 1992 году вошла в состав женской сборной Южной Кореи на летних Олимпийских играх в Барселоне, занявшей 4-е место. Играла в поле, провела 5 матчей, забила 4 мяча (по два в ворота сборных Новой Зеланидии и Великобритании). Заняла 3-е место в списке снайперов турнира вместе с Хелен Лежён — ван дер Бен из Нидерландов и Тересой Мотос из Испании, уступив только забившим по 5 мячей Франциске Хентшель из Германии и Джейн Сикссмит из Великобритании.
В 1994 году участвовала в чемпионате мира в Дублине, где кореянки заняли 5-е место. Забила 1 мяч.
В ноябре 1995 года помогла женской сборной Южной Кореи выиграть олимпийский квалификационный турнир в Кейптауне.
В 1996 году вошла в состав женской сборной Южной Кореи на летних Олимпийских играх в Атланте и завоевала серебряную медаль. Играла в поле, провела 8 матчей, забила 8 мячей (по два в ворота сборных Нидерландов и Австралии, по одному — США, Испании, Аргентине и Германии). Стала лучшим снайпером турнира наряду с Элисон Эннан из сборной Австралии.
Дважды завоёвывала медали Трофея чемпионов. В 1989 году во Франкфурте-на-Майне выиграла золото, в 1995 году в Мар-дель-Плате — серебро.
По окончании игровой карьеры работала в отделе продаж телефонной станции в Северном Кванджу.